# 6 Equulei
6 Equulei, som är stjärnans Flamsteed-beteckning, är med 95 procent sannolikhet en astrometrisk dubbelstjärna, belägen i den norra delen av stjärnbilden Lilla hästen. Den har en skenbar magnitud av ca 6,07 och är mycket svagt synlig för blotta ögat där ljusföroreningar ej förekommer. Baserat på parallax enligt Gaia Data Release 2 på ca 8,6 mas, beräknas den befinna sig på ett avstånd på ca 380 ljusår (ca 116 parsek) från solen. Den rör sig bort från solen med en heliocentrisk radialhastighet på ca 7 km/s. Tillsammans med Gamma Equulei bildar stjärnan en vid optisk dubbelstjärna med en vinkelseparation av 336 bågsekunder år 2011.

## Egenskaper
Primärstjärnan 6 Equulei A är en blå till vit stjärna i huvudserien av spektralklass A2 Vs och är en Ap-stjärna som visar skarpa absorptionslinjer i dess spektrum. Den har en massa som är ca 2,6 solmassor, en radie som är ca 1,7 solradier och utsänder från dess fotosfär ca 71 gånger mera energi än solen vid en effektiv temperatur av ca 9 100 K.